# Ацуґі

36°26′35″ пн. ш. 139°21′45″ сх. д. / 36.44306° пн. ш. 139.36250° сх. д.
Ацу́ґі (яп. 厚木市, あつぎし, МФА: [at͡sugʲi ɕi̥]) — місто в Японії, в префектурі Канаґава.

## Короткі відомості
Розташоване в центральній частині префектури, на західному березі річки Саґамі. Виникло на основі постоялого містечка раннього нового часу. Отримало статус міста 1955 року. Складова Токійсько-Йокогомаського промислового району. Основою економіки є металургія, харчова промисловість, машинобудування, виробництво електротоварів, комерція. В західній частині міста розташовані гарячі джерела Іїяма. На сході, в сусідньому місті Аясе, розміщена авіаційна база Ацуґі військово-морських сил США. Станом на 1 квітня 2009 площа міста становила 93,83 км². Станом на 1 липня 2011 населення міста становило 224 224 осіб.